# ال چیوو
ال چیوُ (به اسپانیایی: El Chivo) (به معنی بُز) یک تله‌نوولای تولید شده توسط آرتی‌آی و تله‌ویسا از کشور ایالات متحده و یونیویزیون از کلمبیا است. این مجموعه در شبکه تلویزیونی کاراکول تلویزیون به نمایش درآمد. داستان این مجموعهٔ تلویزیونی با اقتباس از کتاب La fiesta del Chivo (به معنی سور بز) اثر ماریو بارگاس یوسا نوشته شد که خود بر اساس داستانی واقعی در تاریخ دومینیکن در عصر دیکتاتوری رافائل تروجیلو بوده‌است.
شروع فیلمبرداری این مجموعه از ماه مه ۲۰۱۴ میلادی بود. ال چیوو به زبان اسپانیایی و در یک فصل هفتاد قسمتی توسط هومبرتو کیکو اولیویره ساخته و پخش شده‌است.

## بازیگران
| بازیگر             | شخصیت                  |
| ------------------ | ---------------------- |
| خولیو براچو        | رافائل لئونیداس تروخیو |
| آیلین مورنو        | ماریانا دوران          |
| دیانا اویوس        | آنخلا دوران            |
| مانوئلا گنزالس     | سوسانا                 |
| ایوان آرانا        | لزرو کند               |
| خاویر دلگیدسه      | آریستیدس گرررو         |
| خوان سباستین کالرو | ژونی                   |
| خولیو سانچز کوسارو | آگوستین کبرل           |
| کریستینا گارسیا    | اورانیا کبرل           |
| لئوناردو آکوستا    | دومنک                  |
| لورا راموس         | رزیتا                  |
| سامیلو سأنز        | پدر گوزمن              |
| لینا تخئیرو        | سلیا                   |